# 玉木雅士
玉木雅士（日语：／ Tamaki Masashi，1985年9月5日—）是日本男性聲優、舞台劇。新潟縣出身，隸屬大澤事務所。

## 生平
- 圓演劇研究所、映像技術學院、国際映像媒體專門学校畢業。
- 主要以海外電視劇和電影配音和舞台劇演出，2016年聲演逆轉裁判中的御劍怜侍而冒名。

## 配音作品

### 動畫
2012年
- アクエリオンEVOL（アルテアの男）
- LUPIN the Third -峰不二子という女-（警官[1]）

2013年
- キングダム（第2シリーズ）（江亜、土門）
- 翠星のガルガンティア（漁師）
- ドラえもん（ペンキ塗りのおじさん）
- 忍たま乱太郎（タソガレドキ忍者）

2014年
- ガンダム Gのレコンギスタ
- 金田一少年の事件簿R（青井零児）
- PSYCHO-PASS サイコパス 2（業者）
- 神撃のバハムート（アークエンジェル）
- ドラえもん（配達員）

2015年
- ガンダム Gのレコンギスタ（ステファン、士官）
- DOG DAYS"（レイモンド卿）
- トライブクルクル（望月アキラ）
- マジンボーン（ジャガーボーン）

2016年
- 逆轉裁判（御劍怜侍）

2018
- 擁抱！光之美少女（梅橋〈輝木譽的花式滑冰教練〉）

### OVA
- 機動戰士鋼彈UC（2013年 エコーズ隊員） - 2016年に再編集作品『RE:0096』テレビ放送

### 遊戲
2021年
- 怪物彈珠（斯庫爾&哈提〈斯庫爾〉[2]）

### 吹替
電視/電影
| 年份 | 作品               | 角色                        | 演員                      | 備註              |
| ---- | ------------------ | --------------------------- | ------------------------- | ----------------- |
| 2012 | 伴娘HOLD不住       | 特雷弗·格拉漢姆             | 占士·馬史頓               | 影碟版本          |
| 2013 | 孖Gun雙雄          | 哈樂德“哈威”昆斯            | 占士·馬史頓               | 影碟版本          |
| 2019 | 生死之交           | 史蒂夫·伍德/本·伍德         | 占士·馬史頓               | Netflix           |
| 2010 | NCIS：重返犯罪現場 | 吉米·帕瑪                   | 布萊恩·迪岑               | 電視頻道/影碟版本 |
| 2012 | 警戰實錄           | 布萊恩·泰勒                 | 積·佳蘭賀                 | 影碟版本          |
| 2012 | 魔鏡，魔鏡         | 安德烈·奧爾科特王子         | 艾米·漢莫                 | 影碟版本          |
| 2013 | 忠烈楊家將         | 楊五郎/楊延德               | 林峯                      | 影碟版本          |
| 2013 | 權力遊戲           | 達里奧·納哈里斯 賈昆·赫加爾 | 艾德·斯克林 湯姆·拉斯齊哈 | 付費頻道/影碟版本 |
| 2013 | 維京傳奇           | 羅洛                        | 克萊夫·斯坦登             | 電視/影碟版本     |
| 2014 | 三劍客             | 阿多斯/昭顯世子             | 李陣郁                    | 電視版本          |
| 2016 | 女超人             | 超人                        | 泰勒·霍奇林               | 影碟版本          |
| 2016 | 西部世界           | 羅根·迪洛斯                 | 班·巴恩斯                 | 付費頻道          |
| 2017 | 東方快車謀殺案     | 皮埃爾·米歇爾               | 馬文·坎薩林               | 公映/影碟版本     |
| 2018 | 安眠書店（全季）   | 喬伊·戈德伯格               | 潘·巴支利                 | Netflix           |
| 2021 | 大腦博士           | Dr. Brain                   | 李善均                    | Apple TV+         |

## 來源
1. ↑  . LUPIN the Third -峰不二子という女-公式サイト.   [2016-06-07]. （原始内容存档于2016-06-17）.
2. ↑  桑原理一郎@moon_songの2021年11月13日のツイート、. Retrieved 2021年11月13日.

## 外部連結
- Aksent公式官網的聲優簡介 （页面存档备份，存于） （日語）
- 玉木雅士的X（前Twitter） （日語）